# ルーマン・シェーファー
ルーマン・ジェームズ・シェーファー（Luman James Shafer、1887年11月21日 - 1958年1月1日）は、アメリカ・オランダ改革派教会宣教師である。
1887年にニューヨーク州リッチモンドに生まれた、1909年ニュージャージー州のラトガース大学を卒業し、1912年にニューブランズウィック神学校を卒業して来日する。
日本語学習の後に、1915年に明治学院の教師になる。1916年からは青森と長崎で伝道をする。1919年に長崎の東山学院副校長に就任する。1923年には東山学院の校長代理に就任する。
1923年9月の関東大震災で殉職したJ・M・M・カイパー校長の後任として、1924年にフェリス女学院の校長に就任する。
1935年にアメリカ・オランダ改革派教会伝道局主事に任命されたのでアメリカに帰国する。対戦中は伝道局主事として働く。
戦後1946年にアメリカのキリスト教会の代表として来日する。1949年に再来日する。1952年4月にフェリス女学院院長に再び就任するが、6月に辞任し帰国する。フロリダ州ペニーファームの自宅で静養するが、1958年に脳出血で死去する。